# الرولز رويس الصفراء (فلم)
الرولز رويس الصفراء (بالإنجليزية: The Yellow Rolls-Royce) هو فيلم مغامرة تم إنتاجه في المملكة المتحدة وصدر في سنة 1965. من بطولة ريكس هاريسون وجين مورو.

## القصة
تدور احداث الفيلم حول ثلاث قصص عن حياة وحب ثلاثة امتلكوا إحدى السيارات الرولز رويس الصفراء، الأول يقوم بشراء السيارة من الماركيز (فرانتون) لزوجته كهدية في ذكرى زواجهما، ولكنها تجعله يقوم ببيعها، بينما (باولو) رجل العصابات يشتري السيارة لأنه يعتقد أنها تضفى رونقًا وقيمة على شخصيته، وحينما يسافر باولو إلى أمريكا لإنهاء بعض الأعمال يترك السيارة لـ(ماى) الذي يأخذها في جولة عبر البلاد. وتتوالى الأحداث. والفيلم من بطولة عمر الشريف وشيرلي ماكين 1964.

## الميزانية والإيرادات
حقق أرباحا تقدر بـ 5.4 مليون دولار 949156 admissions.

## وصلات خارجية
- مقالات تستعمل روابط فنية بلا صلة مع ويكي بيانات